# PRB Motors

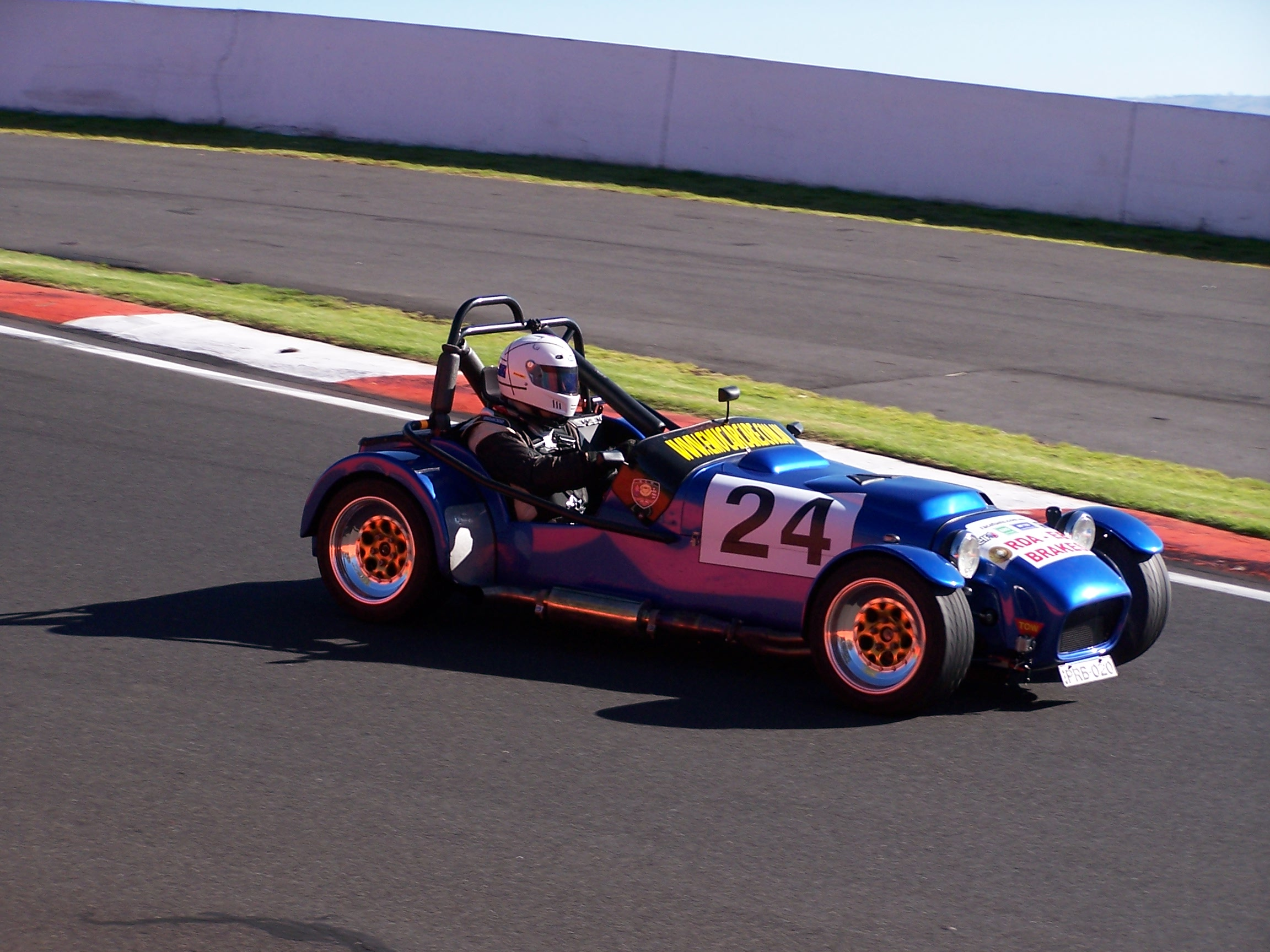
PRB

PRB Motors ist ein australischer Automobilhersteller. In der 1978 von Peter Raymond Bladwell gegründeten Firma werden Sportroadster, vorwiegend auf Basis von Colin Chapmans Lotus Seven, gebaut. Der Sitz befand sich anfangs in Drummoyne und nun in Greenacre, beides bei Sydney.

## Beschreibung
Der erste PRB wurde an John Ribeiro, einen Rennfahrer aus Canberra, ausgeliefert, der damit 1978 die Bergrennmeisterschaft von New South Wales gewann. Heute gibt es einige hundert PRB Clubman auf australischen Straßen. Die Wagen sind in Motorsportwettbewerben erfolgreich. In optimierten Autos ist eine Beschleunigung von 4 s von 0–100 km/h erreichbar.
Der derzeitige PRB Clubman hat ein Monocoque-Chassis aus Aluminium in Sandwich-Wabenkern-Bauweise. Der Wagen ist nur als Bausatz (Kit Car) erhältlich und muss vom Käufer oder dem örtlichen PRB-Händler montiert werden. Der Aluminiumaufbau macht den Wagen leichter und stabiler.
Der PRB S3 unterscheidet sich von vielen anderen australischen Kit Cars durch die hauptsächliche Verwendung von Neuteilen, von denen viele speziell für das Modell S3 gefertigt werden. Das jüngste Modell kann mit Motoren vom Ford Focus, Toyota Celica oder – für Rennzwecke – mit dem 1,6 l-4AGE-Motor von Toyota ausgestattet werden.